# Sainte-Menehould
Sainte-Menehould  es una comuna y población de Francia, en la región de Gran Este, departamento de Marne, en el distrito y cantón de su nombre. Es subprefectura y chef-lieu de cantón.
Su población en el censo de 1999 era de 4.979 habitantes.
Está integrada en la  Communauté de communes de la Région de Sainte-Menehould .
Durante la Fronda fue asediada dos veces. La primera vez fue ocupada por los frondistas liderados por Luis II de Borbón-Condé en noviembre de 1652. En el segundo sitio el ejército real ocupa la villa el 25 de noviembre de 1653.

## Demografía
| 4270 | 5392 | 5772 | 5667 | 5177 | 4979 |
| Para los censos de 1962 a 1999 la población legal corresponde a la población sin duplicidades (Fuente: INSEE [Consultar]) |      |      |      |      |      |